# Classe E (sous-marin britannique)
Pour les articles homonymes, voir Classe E.
La classe E est une classe de 58 sous-marins de la Royal Navy propulsée par moteur Diesel, et construite avant et pendant la Première Guerre mondiale. Les différentes unités furent réalisées sur les chantiers Vickers de Barrow-in-Furness, Chatham Dockyard de Chatham, William Beardmore and Company de Dalmuir, Yarrow Shipbuilders et Fairfield de Glasgow, Swan Hunter de Wallsend, Scotts de Greenock, Cammell Laird de Birkenhead, William Denny & Br. de Dumbarton, John Brown & Company de Clydebank, John I. Thornycroft & Company de Woolston et Armstrong Whitworth de Newcastle upon Tyne.

## Conception
Cette classe E a commencé comme une version améliorée de la classe D dont les deux derniers exemplaires prévus sont convertis en cours de construction.

Les unités du Groupe 1 et certaines du Groupe 2 ont pu être achevées avant le début du conflit.

Comme la technologie sous-marine évoluait vite, plusieurs modifications furent réalisées au cours de la construction du programme de 58 unités.

## Service

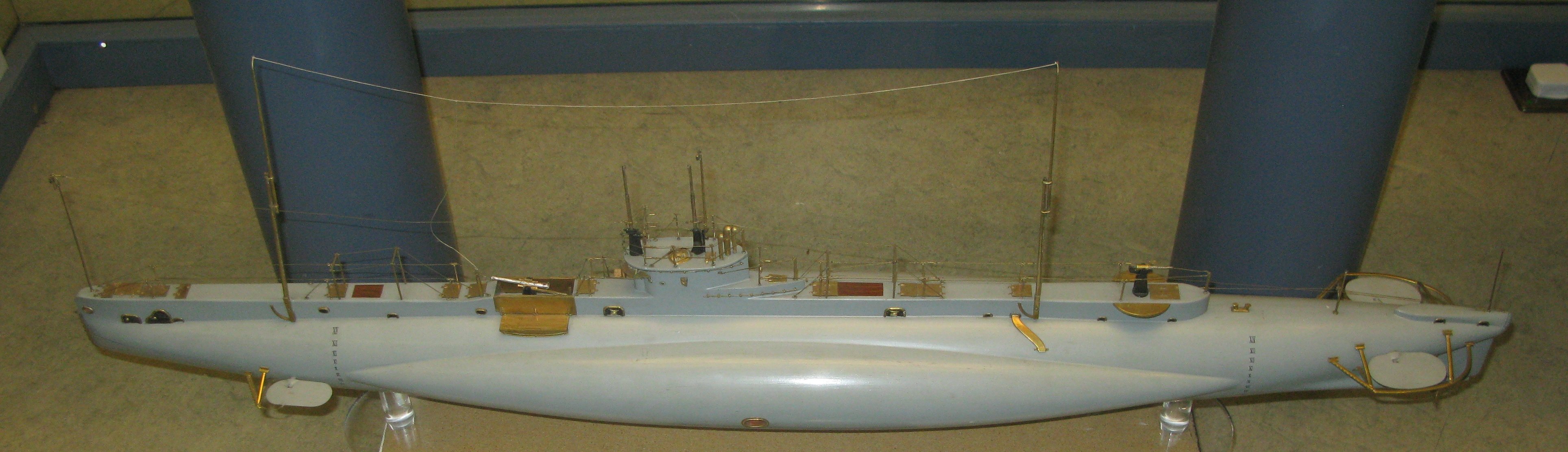
Maquette du Classe E

Les premières unités furent utilisées essentiellement pour des opérations en mer du Nord et mer Baltique avec la marine impériale russe dans les eaux côtières russes. De nombreux sous-marins furent sabordés pour éviter d'être capturés par les communistes qui prenaient progressivement le contrôle de la Russie.
Les autres servirent la Royal Navy sur tous les champs d'opérations. Ils furent progressivement remplacés par ceux de la classe L et retirés du service en 1922.

## Les sous-marins de classe E
- Groupe 1 :
  - Royal Navy : E1, E2, E3, E4, E5, E6, E7, E8
  - Australie (Royal Australian Navy) : AE1, AE2
- Groupe 2 :
  - Royal Navy : E9 à E20
- Groupe 3 :
  - Royal Navy : E21 à E56

### Sources
- (en) Cet article est partiellement ou en totalité issu de l’article de Wikipédia en anglais intitulé « British E class submarine » (voir la liste des auteurs).